# Línea D11 (Montevideo)
La línea D11  de la red de transporte urbano de Montevideo es una línea diferencial que une la Ciudad Vieja con Barra de Carrasco.

## Características

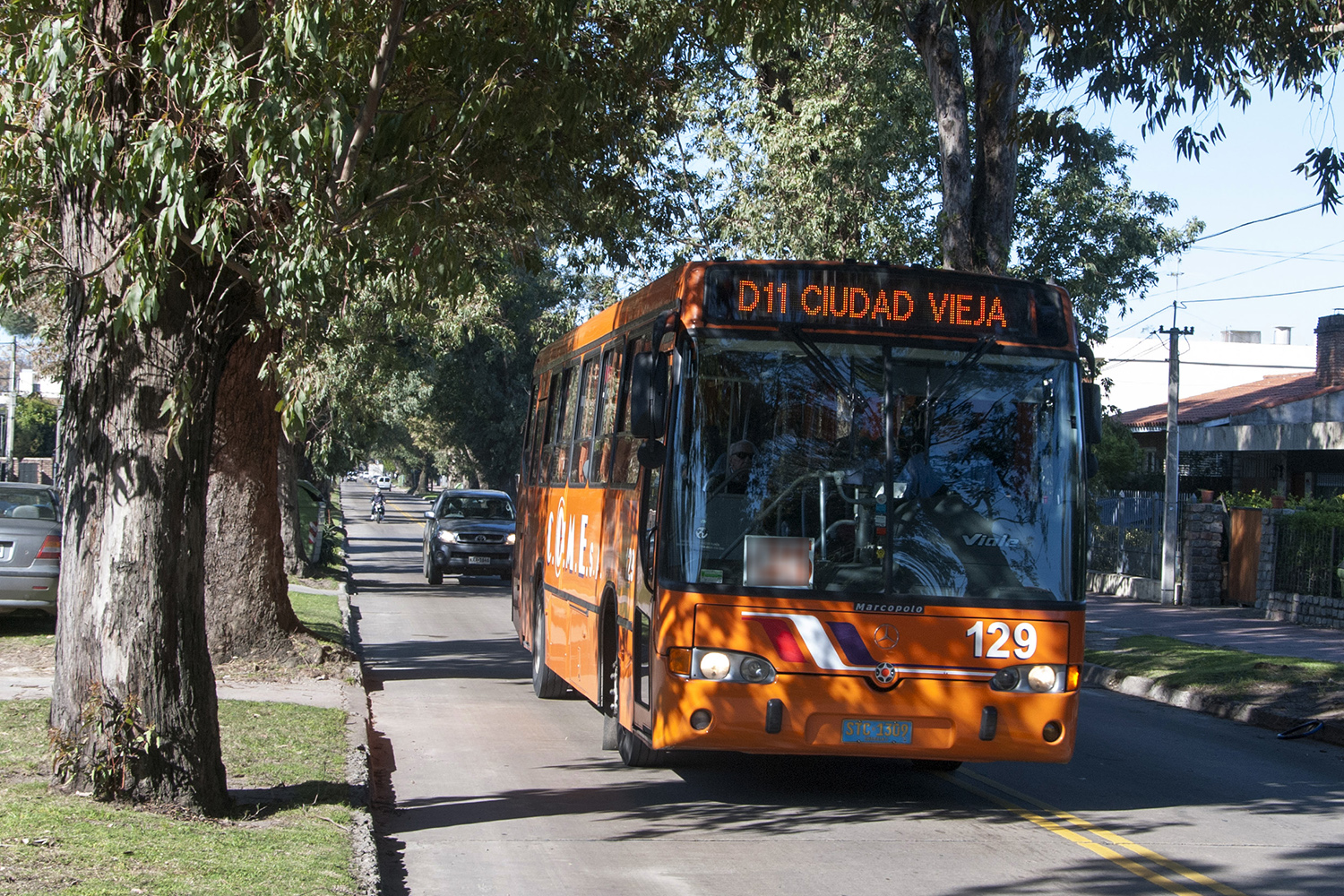
Línea D11 circulando por la Avenida Rivera.

Al igual que otras líneas diferenciales fue creada en los años ochenta, y desde sus inicios es operada por la Corporación de Ómnibus Micro Este. En el año 1999 con la apertura del Hipermercado Geant en la Barra de Carrasco su recorrido es extendido, en esa misma época, sus unidades comienzan a ser de color naranja, color identificativo de la empresa para sus servicios diferenciales y suburbanos. En la actualidad es operado por unidades Yutong, las cuales cuentan con aire acondicionado.
Desde 2021 la línea dejó de funcionar los dias fines de semana y festivos,  comenzando a funcionar únicamente los días hábiles. En 2022 se definió que las líneas diferenciales accexidran al beneficio del boleto de dos horas, con el cual los usuarios pueden combinar dicho beneficio con líneas urbanas y entre sí. Para acceder a este boleto, el usuario debe contar con su tarjeta STM.
En junio de 2023 debido a que la calle Colón en la Ciudad Vieja fue peatonalizada, debió modificarse su recorrido.

## Recorridos
Circula en ambos sentidos por los barrios Ciudad Vieja, Centro, Cordón, Tres Cruces, Parque Batlle, Pocitos, Pocitos Nuevo, Buceo, Malvín Nuevo, Malvín, Punta Gorda, Carrasco de Montevideo y Barra de Carrasco de la Ciudad de la Costa.  

En gran parte de su recorrido circula por la Avenida Rivera, contrario a la línea D10, la cual circula por la Avenida Italia.    
| LÍNEA D11 |

| Ida (Ciudad Vieja) - Juan Lindolfo Cuestas - Buenos Aires - Plaza Independencia - Avenida 18 de Julio - Bulevar Artigas - Avenida General Rivera - Alejandro Gallinal - Aconcagua - Caramurú - Líbano - Avenida General Rivera - Rafael Barradas - Rambla Tomás Berreta - Avenida al Parque - Avenida a la Playa - (Terminal Parque Roosevelt) | Vuelta - (Terminal Parque Roosevelt) - Avenida a La Playa - Avenida al Parque - Rambla Tomás Berreta - Rafael Barradas - Avenida General Rivera - Avenida 18 de Julio - Plaza Independencia - Juncal - Cerrito - Florida - Avenida Uruguay - 25 de Mayo - Juncal - Cerrito |

## Horarios
| Lunes a viernes                  | Salida | Bv. Artigas y Av. Rivera | Punta Gorda | Llegada |
| -------------------------------- | ------ | ------------------------ | ----------- | ------- |
| Primer salida desde Ciudad Vieja | 06:53  | 07:16                    | 07:35       | 07:50   |
| Última salida desde Ciudad Vieja | 20:57  | 21:22                    | 21:40       | 21:55   |

| Lunes a viernes           | Salida | Punta Gorda | Bv. Artigas y Av. Rivera | Llegada |
| ------------------------- | ------ | ----------- | ------------------------ | ------- |
| Primer salida desde Géant | 06:10  | 06:23       | 06:40                    | 06:53   |
| Última salida desde Géant | 21:40  | 21:52       | 22:10                    | 22:20   |

Vigencia de Horarios: Invierno 2022.